# 飯島俊郎 (外交官)
飯島 俊郎（いいじま としろう）は、日本の外交官。1987年外務省入省。外務省総合外交政策局審議官、同経済局審議官（大使）を経て、2019年12月より宮内庁式部副長（外事総括）。

## 人物・経歴
1963年(昭和38年)山梨県生まれ。1987年(昭和62年)早稲田大学政治経済学部経済学科卒業、同年外務省入省。独ゲッティンゲン大学留学。
海外では、在西ドイツ日本国大使館（ボン）、在ジュネーブ国際機関日本政府代表部、在ドイツ日本国大使館（ベルリン）に勤務。
国内では、外務大臣秘書官事務取扱、外務省欧州局西欧課長、同経済局国際貿易課長、同経済局政策課長、（公財）日本国際問題研究所副所長、外務省総合外交政策局参事官（政策企画・国際安全保障担当大使）、同審議官（同大使）、同経済局審議官（APEC高級実務者・大使）などを歴任。
2019年(令和元年)12月より宮内庁式部副長(外事総括)として皇室の国際親善を担当。

## 同期
- 阿部康次（22年：駐マダガスカル大使（コモロ兼轄）、19年：フランス公使）
- 飯田隆一郎（故人）
- 伊澤修 (24年：NATO代表部大使、22年：駐セネガル大使）
- 石塚英樹 (23年：駐ジョージア大使）
- 植野篤志 (22年：駐カンボジア大使、20年：国際協力局長）
- 大野裕之（東洋大学教授）
- 岡野正敬 (25年：国家安全保障局長、23年：外務事務次官）
- 小和田雅子 (皇后雅子）（19年：立后、93年：皇太子妃冊立）
- 紀谷昌彦 (22年：ASEAN代表部大使、19年：シドニー総領事）
- 七田智宏（故人）
- 志野光子 (24年：駐ドイツ大使)
- 柴田裕憲（23年：駐エチオピア大使、20年国際協力機構理事）
- 相馬弘尚（24年：駐マーシャル大使）
- 高橋克彦（24年：北極担当大使、21年：駐マレーシア大使）
- 塚田玉樹（23年：駐イラン大使、20年：米国特命全権公使）
- 津川貴久（23年：農畜産業振興機構理事、20年：駐ベナン大使）
- 中川勉（23年：アフリカ連合代表部大使、21年：出入国在留管理庁審議官）
- 中村耕一郎（24年：駐エストニア大使、21年：内閣衛星情報センター分析部長）
- 早川修（24年：駐ドミニカ共和国大使、22年：立命館アジア太平洋大学教授）
- 樋口義広（22年：科学技術振興機構参事役、19年：駐マダガスカル大使）
- 前川信隆（23年：日本貿易振興機構理事、20年：ミュンヘン総領事）
- 松浦博司（24年：駐ケニア大使、20年：英国特命全権公使）
- 松田弥生（05年：弁護士）
- 森野泰成（24年：駐サウジアラビア大使）
- 本清耕造（24年：駐メキシコ大使、21年：在ジュネーブ国際機関日本政府代表部次席常駐代表）
- 山内弘志（22年：駐アルゼンチン大使、21年：国際情報統括官）
- 吉田謙介（24年：駐ラトビア大使）